# جون بيل (فلاح)
جون بيل (بالإنجليزية: John Bell)‏ هو فلاح أمريكي، ولد في 1750 في مقاطعة إيجكوم في الولايات المتحدة، وتوفي في 20 ديسمبر 1820 في مقاطعة روبرتسون في الولايات المتحدة بسبب سم.